# Óblast de Zhitómir
La provincia de Jitomir (en ucraniano: Житомирська область) es una provincia de Ucrania.  Su capital es la ciudad de Jitomir. Su territorio ocupa una superficie de 29 832 km², y su población a 1 de enero de 2022 era de 1 177 564 habitantes.

## Toponimia
Al igual que su capital provincial, cuyo nombre en español a lo largo de los siglos ha sido Jitomir, el nombre español de la provincia es Jitomir.

## Geografía
La provincia de Jitomir se encuentra en el oeste de la Ucrania, a unos 150 kilómetros al oeste de Kiev.  Su frontera septentrional limita con la Rusia Blanca, y limita con los óblasts de  Rivne, Jmelnitski,  Vínnytsia y  Kiev.
| Noroeste: Bielorrusia          | Norte: Bielorrusia            | Noreste: Bielorrusia |
| Oeste: Óblast de Rivne         |                               | Este: Óblast de Kiev |
| Suroeste: Óblast de Jmelnitski | Suroeste: Óblast de Vínnytsia | Sur: Óblast de Kiev  |

## Subdivisiones
Luego de la reforma territorial de 2020, la óblast se divide en los siguientes cuatro distritos:
- Raión de Berdýchiv (capital: Berdýchiv)
- Jitomir (capital: Jitomir)
- Raión de Kórosten (capital: Kórosten)[9]
- Raión de Zviáhel (capital: Zviáhel)[10]

Berdýchiv
Jitomir
Kórosten
Zviáhel

## Ciudades importantes
- Baránivka
- Berdýchiv
- Kórosten
- Malyn
- Novohrad-Volynskyi
- Ruzhyn
- Jitomir